# Бихорски ћилим
Бихорски ћилими су културно благо Црне Горе, а њихова највећа колекција налази се у џамији у Петњици. Израда бихорских ћилима је занат који локално становништво израђије вековима и представља симбол Бихора. Вештина израде бихорског ћилима уврштена је у регистар нематеријалног културног наслеђа Црне Горе.

## Историјат
Ћилими су предстаљали извор зараде за домаћинства која су живела на северу Црне Горе. Они су чинили украс у свакој кући и представљали су статусни симбол те куће. Ти ћилими су се давали девојкама у мираз, а девојке које су знале да направе такав ћилим, биле су пожељне за удају. Ћилими су такође били и врло корисни јер испод њих нема прашине, а течност тешко може да прође. Ћилими су били шарени и представљали су одраз црногорске културне баштине и имају уметничку вредност.

## Израда бихорског ћилима
Израда ћилима у Бихору представља редак облик нематеријалне културе у којем је представњено знање, народна култура, уметност, занатство, есетика, пракса и традиционално стваралаштво. Ови ћилими  представљају извор боја, дезена и ткања. Колекцију  израде бихорских ћилима представљају модели у свили, у комбинацији с вуненим детаљима ћилима изведеним  у традиционалној техници ткања на дрвеном разбоју.